# Wetterspitze (Aggls-Rosskopf-Kamm)
Die Wetterspitze (italienisch Cima del Tempo, 2706 m s.l.m.) ist ein Berg in den Stubaier Alpen in Südtirol. Sie liegt im Aggls-Rosskopf-Kamm, einem Gebirgszug zwischen dem Pflerschtal im Norden und dem Ridnauntal im Süden. Von beiden Tälern ist der Gipfel recht leicht zu erreichen und wird im Winter häufig im Rahmen einer Skitour bestiegen. Er stellt einen guten Aussichtspunkt für die an der nördlichen Talseite des Pflerschtals aufragenden Tribulaune (etwa den Pflerscher Tribulaun) dar.

## Anstiege
Der übliche Anstieg führt zuletzt von der 2511 m hoch gelegenen Maurerscharte (auch Maurerspitzscharte) in einer halben Stunde auf den Gipfel. Diese Scharte kann von Ortsteil Wiesen im Ridnauntal in 3½ Stunden oder von Innerpflersch in 4 Stunden erreicht werden. Eine alternative Möglichkeit bietet der etwas schwierigere, von der Edelweißhütte kommende Steig über die Ostflanke, für den drei Stunden einzuplanen sind. Alle beschriebenen Anstiege sind markiert.

## Literatur und Karte

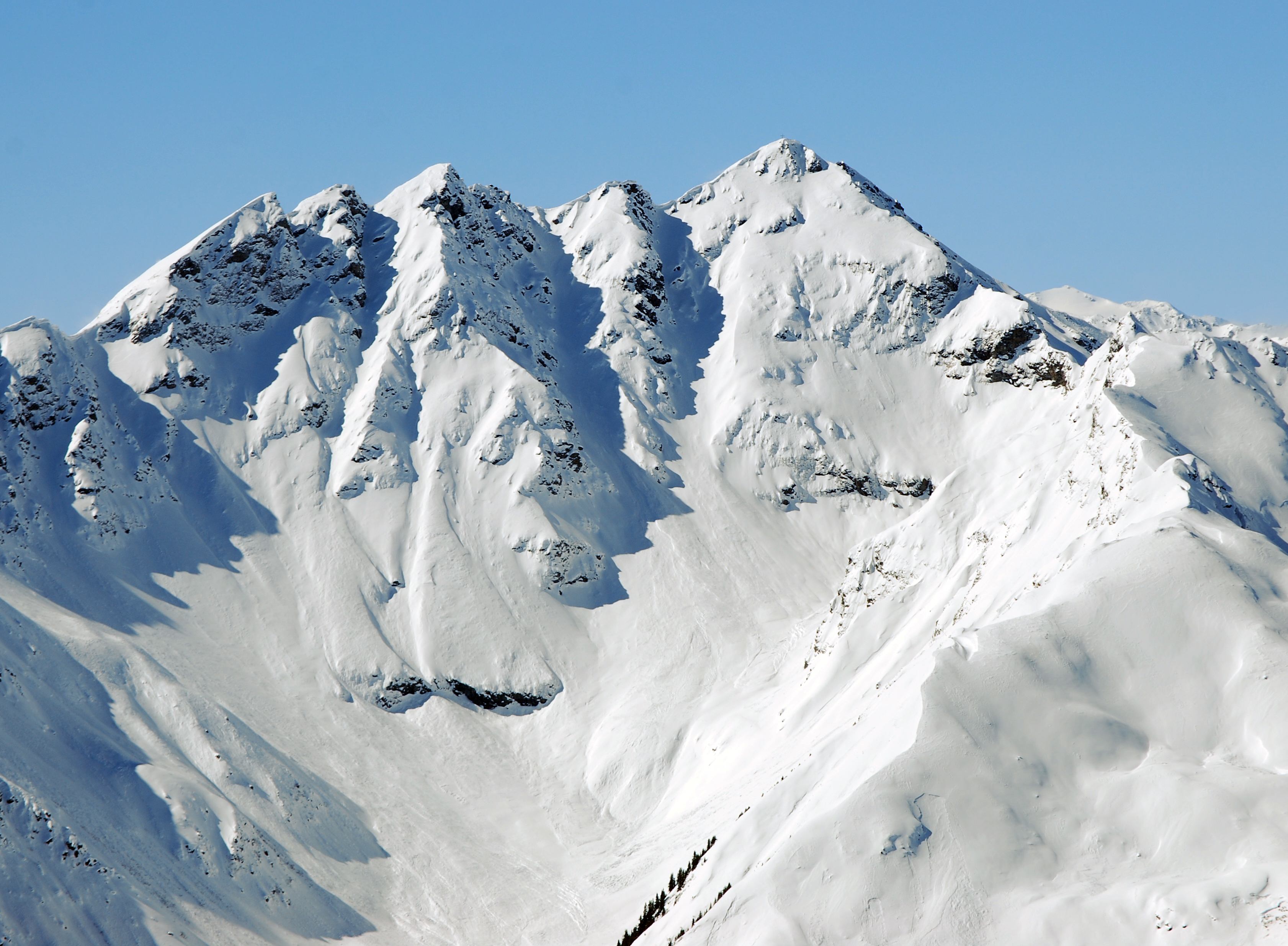
Von Nordosten